# JAMMA

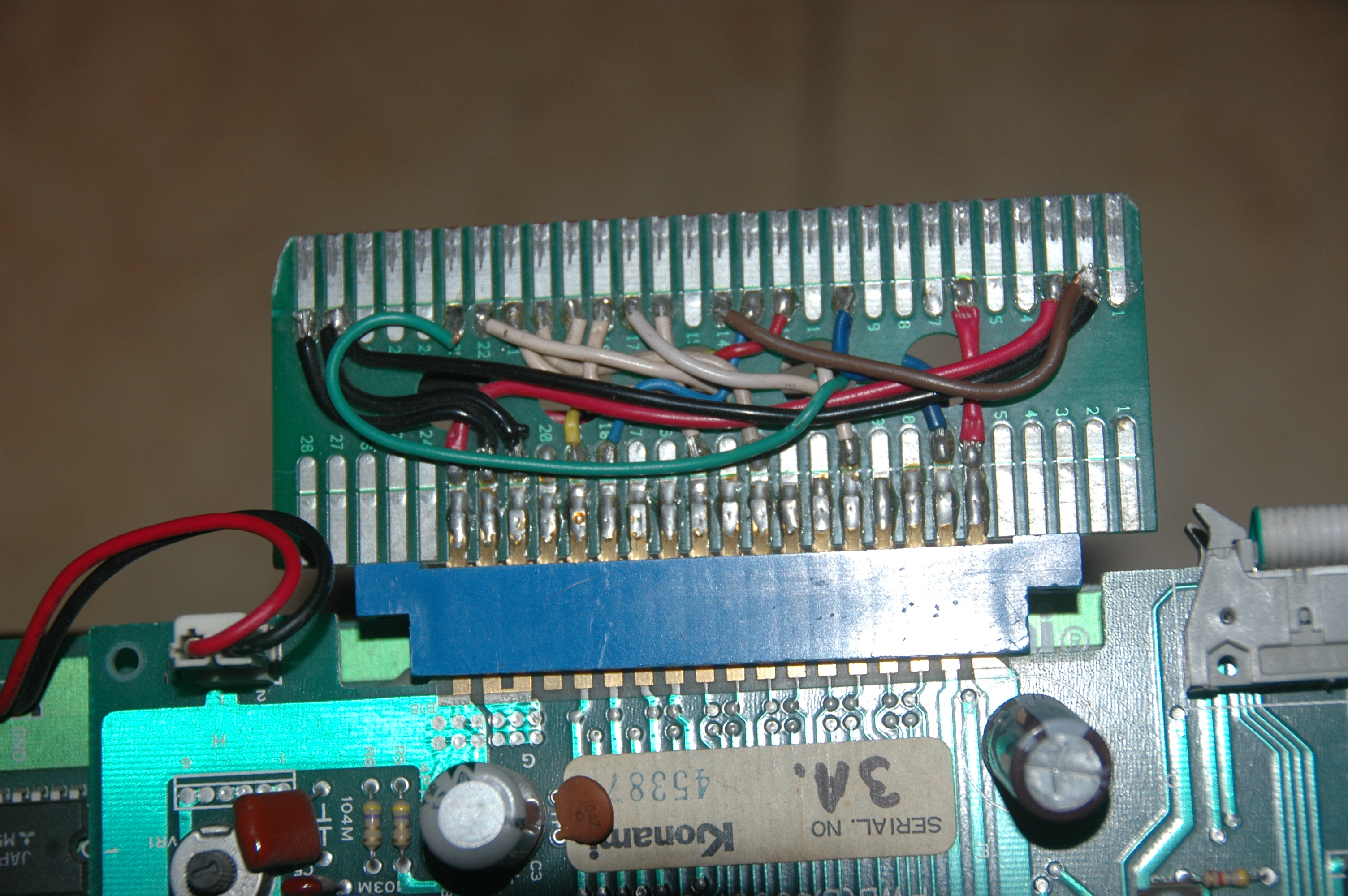
JAMMA-Adapter

Das Akronym JAMMA bzw. Jamma steht für die Japan Amusement Machinery Manufacturers Association und einen einheitlichen Schnittstellenstandard für Spieleplatinen und Automaten. JAMMA steht auch für die gleichnamige Spielautomaten-Messe (Amusement Machine Show) in Japan.

## JAMMA-Steckverbinder
Ist von JAMMA die Rede, dann meint man also zumeist nicht die oben erwähnte Vereinigung, sondern eine 56-polige Schnittstelle, mit denen das Automatenkabinett mit der eigentlichen Spielplatine verbunden wird. Der JAMMA-Steckverbinder wurde 1986 eingeführt und ermöglicht es, Platinen verschiedener Hersteller in ein und derselben Arcade-Maschine mit gleichem Standard zu betreiben. Dabei spielt es kaum eine Rolle, ob es sich bei dem Automaten um ein Universalgehäuse oder ein „dedicated Cabinet“ (die äußere Aufmachung ist einem speziellen Spiel gewidmet) handelt. Bis 1986 waren die meisten Automaten ausschließlich für bestimmte Spiele oder Spiele bestimmter Hersteller ausgelegt. Platinen mit anderen Standards konnten nur mit selbstgefertigten Adaptern eingebaut werden.
Ein Spielautomatenkabinett stellt am JAMMA-Steckverbinder Eingänge für RGB-Video mit CSync, Stereo-Sound und zwei Münzeinwurfsperren, sowie Ausgänge zweier Sätze Spielcontroller mit jeweils acht Digitalkanälen (normalerweise Startknopf, 4-Richtungen und 3 Feuerknöpfe) zur Verfügung, außerdem zwei Ausgänge für Münzprüfer, einen Service- und einen Tiltschalter. Die Interpretation der Bedeutung der Ausgänge ist der Spielplatine überlassen, sodass zwar prinzipiell jedes Spiel mit JAMMA-Steckverbinder in jedem Kabinett mit JAMMA-Steckverbinder lauffähig ist, durch die Auswahl und Anordnung der Bedienelemente des Kabinetts aber Unterschiede in der Bedienung bestehen können.
| Signal            | Lötseite | Bestückungs- seite | Signal            |
| ----------------- | -------- | ------------------ | ----------------- |
| Masse             | A        | 1                  | Masse             |
| Masse             | B        | 2                  | Masse             |
| +5V               | C        | 3                  | +5V               |
| +5V               | D        | 4                  | +5V               |
| -5V               | E        | 5                  | -5V               |
| +12V              | F        | 6                  | +12V              |
| Kerbe             | H        | 7                  | Kerbe             |
| Münzzähler 2      | J        | 8                  | Münzzähler 1      |
| Münzsperre 2      | K        | 9                  | Münzsperre 1      |
| Lautsprecher -    | L        | 10                 | Lautsprecher +    |
| (unbelegt)        | M        | 11                 | (unbelegt)        |
| Video Grün        | N        | 12                 | Video Rot         |
| Video CSync       | P        | 13                 | Video Blau        |
| Serviceschalter   | R        | 14                 | Videomasse        |
| Tiltschalter      | S        | 15                 | Testschalter      |
| Münzprüfer 2      | T        | 16                 | Münzprüfer 1      |
| Spieler 2 Start   | U        | 17                 | Spieler 1 Start   |
| Spieler 2 Hoch    | V        | 18                 | Spieler 1 Hoch    |
| Spieler 2 Runter  | W        | 19                 | Spieler 1 Runter  |
| Spieler 2 Links   | X        | 20                 | Spieler 1 Links   |
| Spieler 2 Rechts  | Y        | 21                 | Spieler 1 Rechts  |
| Spieler 2 Knopf 1 | Z        | 22                 | Spieler 1 Knopf 1 |
| Spieler 2 Knopf 2 | a        | 23                 | Spieler 1 Knopf 2 |
| Spieler 2 Knopf 3 | b        | 24                 | Spieler 1 Knopf 3 |
| (unbelegt)        | c        | 25                 | (unbelegt)        |
| (unbelegt)        | d        | 26                 | (unbelegt)        |
| Masse             | e        | 27                 | Masse             |
| Masse             | f        | 28                 | Masse             |

Hinweis: Bei manchen Spielsystemen, beispielsweise dem NeoGeo, oder bestimmten Spielplatinen sind weitere Funktionen auf einigen unbelegten Anschlüssen vorhanden, so findet sich gelegentlich auf den Pins c und 25 eine Anschlussmöglichkeit für einen vierten sowie auf den Pins d und 26 für einen fünften Feuer/Funktionsknopf, jeweils für Spieler 1 und 2. Auch die Ausgabe von Stereo-Sound wird von manchen Systemen unterstützt, hier wird dann der zweite Lautsprecher an den Pins M und 11 angeschlossen.